# Romoaldo Zanatti
Romoaldo Zanatti (Mantova, 22 settembre 1787 – Mantova, 21 novembre 1818) è stato un pittore italiano.

## Biografia
Era figlio del conte Sigismondo e della contessa Maddalena Boari di Ferrara.
Fu allievo del pittore Felice Campi, dal quale apprese la tecnica del disegno. Allestì alla fine del 1816 nella propria abitazione cittadina un'accademia frequentata da molti giovani, desiderosi di avvicinarsi alle arti e fu in contatto con una simile istituzione di Milano, frequentata dai figli del conte e deputato mantovano Francesco d'Arco.